# Dan Sinaté
Dan Sinaté, né le 9 juin 2006 à Chambray-lès-Tours en France, est un footballeur malien qui évolue au poste d'arrière gauche à Angers SCO.

## Biographie

### Angers SCO
Le 21 juin 2025, Dan Sinaté signe son premier contrat professionnel avec Angers SCO, il paraphe un contrat de quatre saisons, soit jusqu'en 2029.

## Palmarès

### En club
| AS Monaco - Coupe Gambardella - Vainqueur en 2023 |